# رانی اسپکتور
ورونیکا ایوت بنت (به انگلیسی: Veronica Yvette Bennett) با نام هنری رانی اسپکتور (انگلیسی: Ronnie Spector; ۱۰ اوت ۱۹۴۳ – ۱۲ ژانویهٔ ۲۰۲۲) خوانندهٔ زن اهل ایالات متحده آمریکا بود. او از سال ۱۹۵۹ تا ۲۰۲۱ مشغول فعالیت بود و بیشتر به‌عنوان خوانندهٔ اصلی گروه موسیقی دخترانهٔ رونتس (The Ronettes) شناخته می‌شد. اسپکتور را «دختر بد راک اند رول» نام نهاده‌اند.

## مرگ

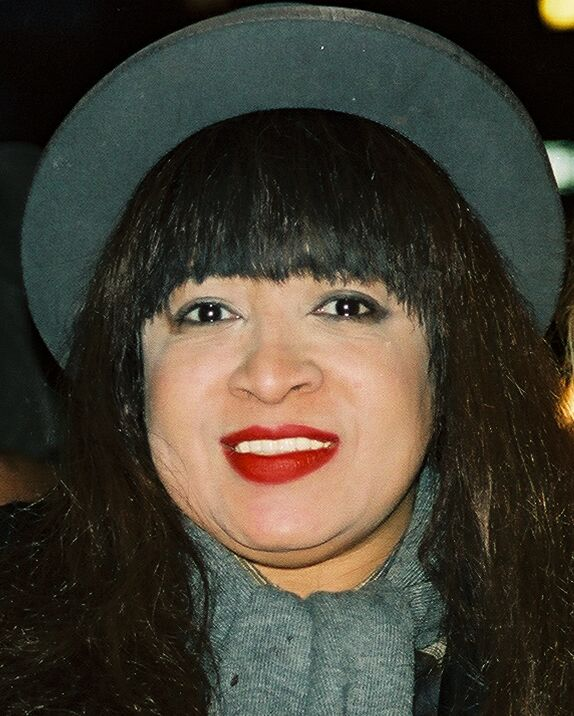
اسپکتور در ۲۰۰۰

در ۱۹۸۲، رانی اسپکتور با مدیر خود جاناتان گرینفیلد ازدواج کرد. آنها با دو پسرشان آستین درو و جیسون چارلز در دانبری، کانکتیکات زندگی می کردند.
اسپکتور در ۱۲ ژانویه ۲۰۲۲ در سن ۷۸ سالگی بر اثر سرطان درگذشت.